# StudentenRoeien Gent
StudentenRoeien Gent is een  roeivereniging voor studenten in de Belgische stad Gent. Deze Vereniging zonder winstoogmerk was de eerste officiële autonome studentenroeiclub van Vlaanderen. Het is nog steeds de enige roeivereniging van Gent die Start to Row 18+ als prioritaire doelstelling had. Men nam van 2007 tot 2010 succesvol deel aan buitenlandse wedstrijden.
Vanaf 2004 maakt Marc Verhoeyen, een ex-selectieroeier en alumnus van Hogeschool Gent , samen met een coach uit het Brusselse, een samenwerking van de Oost - Vlaamse Roeiliga met de dienst studentenvoorzieningen van de Universiteit Gent mogelijk.
Er ontstaat een nieuw netwerk. Onder impuls van de starters van Hogeschool Gent en de Universiteit Gent komt er op initiatief van enkele studenten een feitelijke vereniging. Vanaf 2006 worden ze vereniging zonder winstoogmerk .Ze werden nooit lid van de  Vlaamse Roeiliga vanwege de kostprijs van de aansluiting en de disinteresse in deze periode. 
De tweede gastclub was de Vereniging Veteranen Roeiers, van oudsher gespecialiseerd in oudere roeisportbeoefenaars.
Na de twee topjaren 2007 en 2008 en 6 succesvolle jaren activiteit is deze vereniging enige jaren niet actief geweest.
Sinds 2017 zijn de roeiende studenten actief in alle clubs van Oost - Vlaanderen. Ook binnen Roeiteam Scheldeland op de Schelde te Wichelen. 

## Erkenning en S.R.G Compete
Mauro Smit, de toenmalige Nationale Bondsvoorzitter van de Nederlandse Studenten Roei Federatie is vanaf oktober 2008 StudentenRoeien Gent actief beginnen helpen. N.S.R.F. is de leverancier van 80% van de internationale roeitoppers in Nederland en van oudsher een belangrijke speler in het internationaal roeigebeuren. Via NSRF krijgt het StudentenRoeien van Gent eind maart 2009 zijn eerste eigen roeiboot geschonken. De grote en welvarende studentenroeivereniging Skøll uit Amsterdam levert tijdens de allereerste deelname van een Belgisch studentenroeiteam aan het NOOC Openingstoernooi op de Watersportbaan Tilburg een echte competitieclassic type C4+ (speciale vierzit voor studentenraces in vele landen) af aan de Vlaamse studentenroeipionier. Na zilver van ex-voorzitter Christine Vanneste op de Bosbaan in skiff dames gevorderden in 2007 en een mooie chrono van het Tilburg - team in 2009 zijn enkel de recreatieve activiteiten in beperkte mate opgegaan in de gastclub.
De oud-rector van de Universiteit van Gent, Paul Van Cauwenberge nam in 2008 het initiatief om de Ghent Student Regatta tot stand te brengen aan Portus Ganda. 
De Doortocht van Gent, georganiseerd door de Gentse Roei- en Sportvereniging, was populair bij roeiende studenten en alumni van het autonome recreatieve StudentenRoeien Gent.